# Der Zibet
A Der Zibet japán visual kei rockegyüttes, melyet 1984-ben alapítottak. Az együttes 1985-ben debütált Violetter Ball -Purple Ball-  című lemezével. 1996-ban felfüggesztették a tevékenységüket, majd 2007-ben újra összeálltak.

## Története
A Der Zibetet 1984-ben alapította az énekes Issay és a basszusgitáros Hal, akik korábban együtt játszottak az Issay and Suicides nevű együttesben. A gitárosuk Hikaru, a dobosuk Mayumi, a billentyűsük pedig Mahito lett. Egy évvel később, nem sokkal a debütálásuk előtt Mahito kilépett (bár továbbra is fellépett az együttessel beugrózenészként). Az együttes első nagylemeze Violetter Ball címmel 1985-ben jelent meg.
Garden című negyedik lemezüket Londonban vették fel 1988-ban, melyről VHS-kazettát is kiadtak. 1996-ban úgy döntöttek, egy időre szüneteltetik a közös munkát.
2007-ben újra elkezdtek együtt dolgozni és Mahito is visszatért az együttesbe. 13, nagylemezük Primitive címmel jelent meg 2009-ben. 2010 novemberében Kaikoteki mirai ~ Nostalgic Future címmel jelent meg vegyes lemezük, melyen új dalok mellett régebbiek remixverziói és élő fellépéses változatai is helyet kaptak. 2011. június 24-én a Ra:IN együttessel közösen léptek fel.
2012-ben két új album látott napvilágot, Romanoid 1 és Romanoid 2 címmel. Szeptemberben felléptek a Yokohama Summer Rock Fes. – Revolution Rocks 2012 fesztiválon.
2020-ban az együttes a Buck-Tick Parade III ~Respective Tracks of Buck-Tick~ című tribute-albumára előadta az  Ai no szórecu című dalt.

## Tagok
- Issay, születési nevén Fudzsiszaki Isszei (藤崎一成; Hepburn: Fujisaki Issei?) – vokál
- Hikaru, születési nevén Josida Hikaru (吉田光; Hepburn: Yoshida Hikaru?)[9] – gitár
- Hal, születési nevén Kavasima Harunobu (川島晴信; Hepburn: Kawashima Harunobu?)[9] – basszusgitár
- Mayumi, születési nevén Szanbe Majumi (三瓶真弓; Hepburn: Sanbe Mayumi?)[9] – dobok
- Mahito, születési nevén Fudzsivara Maszato (藤原真人; Hepburn: Fujiwara Masato?)[9] – billentyűk (1984, 2007–)

## Diszkográfia
Stúdióalbumok
- Violetter Ball -Muraszakiiro no budókai- (Violetter Ball-紫色の舞踏会-, 1985)
- Electric Moon and More (1987)
- Der Zibet (1988)
- Garden (1988), Oricon albumlista: #32[10]
- Carnival (1989)
- Homo Demens (1990)
- Sisunki I -Upper Side- (思春期I-Upper Side-, 1991)
- Sisunki II -Downer Side- (思春期II-Downer Side-, 1991) #64[10]
- Trash Land (1993) #100[10]
- Pop Mania (1994) #100[10]
- Green (1995) #100[10]
- Kirigiriszu (キリギリス, 1996)
- Primitive (2009)
- Romanoid 1 (2012)
- Romanoid 2 (2012)
- Nine Stories (ナイン・ストーリーズ) (2013)

## Fordítás
- Ez a szócikk részben vagy egészben  a   Der Zibet című angol Wikipédia-szócikk fordításán alapul.  Az eredeti cikk szerkesztőit annak laptörténete sorolja fel. Ez a jelzés csupán a megfogalmazás eredetét és a szerzői jogokat jelzi, nem szolgál a cikkben szereplő információk forrásmegjelöléseként.